# Cantone di Beaumont-Hague
Il Cantone di Beaumont-Hague era una divisione amministrativa dell'arrondissement di Cherbourg.
A seguito della riforma approvata con decreto del 25 febbraio 2014, che ha avuto attuazione dopo le elezioni dipartimentali del 2015, è stato soppresso.

## Composizione
Comprendeva i comuni di:
- Acqueville
- Auderville
- Beaumont-Hague
- Biville
- Branville-Hague
- Digulleville
- Éculleville
- Flottemanville-Hague
- Gréville-Hague
- Herqueville
- Jobourg
- Omonville-la-Petite
- Omonville-la-Rogue
- Sainte-Croix-Hague
- Saint-Germain-des-Vaux
- Tonneville
- Urville-Nacqueville
- Vasteville
- Vauville